# Erik Lundqvist
Erik Lundqvist (Ludvika; 29 de junio de 1908-7 de enero de 1963) fue un atleta sueco, especialista en la prueba de lanzamiento de jabalina en la que llegó a ser campeón olímpico en 1928.

## Carrera deportiva
En los JJ. OO. de Ámsterdam 1928 ganó la medalla de oro en el lanzamiento de jabalina, con una marca de 66.60 metros, superando al húngaro Bela Szepes y al noruego Olav Sunde (bronce con 63.97 metros).